# Reichenthal
Reichenthal è un comune austriaco di 1 521 abitanti nel distretto di Urfahr-Umgebung, in Alta Austria; ha lo status di comune mercato (Marktgemeinde).